# آرو (آردن)
آرو (به فرانسوی: Arreux) یک کمون در فرانسه است که در canton of Renwez واقع شده‌است. آرو ۴٫۲۳ کیلومتر مربع مساحت دارد ۲۴۶ متر بالاتر از سطح دریا واقع شده‌است.